# Polyscias anacardium
Polyscias anacardium är en araliaväxtart som beskrevs av Georges Bernardi. Polyscias anacardium ingår i släktet Polyscias och familjen Araliaceae. Inga underarter finns listade.